# چارلز هالاهان
چارلز هالاهان (به انگلیسی: Charles Hallahan) (زاده ۲۹ ژوئیه ۱۹۴۳- درگذشته ۲۵ نوامبر ۱۹۹۷) بازیگر آمریکایی است.
از فیلم‌های معروف او می‌توان به بازی در فیلم قله دانته، همسر مرد ثروتمند، ویژن کوئست، عالی‌جناب و شهادت بدن اشاره کرد.